# Джакупбаев, Алай Нуспекович
Алай Нуспекович Джакупбаев (22 января 1927, Шиликемер, КазАССР — 1 апреля 1976, Алма-Ата) — казахский учёный в области горного дела. Занимался исследованием и внедрением новых способов разработки месторождений полезных ископаемых и созданием специального и горного оборудования для этого. Кандидат технических наук (1953). Лауреат Ленинской премии 1961 года в области техники.

## Биография
Родился 22 января 1927 года в селе Чиликимир (ныне — Илийского района Алма-Атинской области.
В 1948 году окончил Казахский горно-металлургический институт и в 1949 поступил в аспирантуру Института горного дела академии наук СССР. С 1950 по 1952 год совмещал обучение в аспирантуре с работой старшим инженером на опорной станции института «Унипромедь» в городе Дегтярск (Свердловская область), где занимался исследованиями и разработкой мер борьбы с подземными пожарами.
В 1953 году защитил кандидатскую диссертацию по теме тушения эндогенных пожаров при разработке месторождений сульфидных руд. В том же году занял должность старшего научного сотрудника в Институте горного дела Академии наук Казахской ССР. Затем в 1958, работал заведующим Текелийского отделения института.
За разработку и внедрение системы принудительного блокового обрушения на рудниках Лениногорского ПМК совместно с И. М. Малкиным, В. Н. Бублис, Д. С. Кутузовым, П. К. Халиным, В. Г. Березой, А. Ч. Мусиным, А. С. Травниковым удостоен Ленинской премии в 1961 году.
С 1963 по 1976 год — заведующий лабораторией гидравлических методов разработки месторождений ИГД АН КазССР. Под его руководством были проведены испытания искрового разряда в воде для разрушения горных пород, разрабатывались свечи зажигания новой конструкции для легковых автомобилей, испытывались бензиновые автодвигатели на горюче-водной смеси. В конце 1960-хет, совместно с Алма-Атинским станкостроительным заводом имени 20-летия Октября, авторским коллективом под его началом была разработана и испытана электромагнитная контейнерная транспортная система.
Под руководством А. Н. Джакупбаева защищены пять кандидатских диссертаций.
Умер 1 апреля 1976 года. Похоронен в Алматы на кладбище Кенсай-1.

## Авторские свидетельства
Авторскими свидетельствами СССР засвидетельствовано авторство Джакупбаева для следующих изобретений:
- Способ выемки месторождений полезных ископаемых камерной системой разработки (№ 535418, заявленный в 1969 Соавторы — АХМЕД-ГАЛИЕВ ЭРНЕСТ СУЛТАНОВИЧ, ДАУРЕНБЕКОВ АХАТ КАИРБЕКОВИЧ, ДЖАКУПБАЕВ АЛАЙ НУСПЕКОВИЧ, ДЖАНСУГУРОВ САЯТ ИЛЬЯСОВИЧ, ЕДИЛЬБАЕВ ИБРАГИМ БАЙМУРАТОВИЧ, ЛЕНЕВ АЛЕКСЕЙ ЕВСТАФЬЕВИЧ, МИЛКИН АНАТОЛИЙ ВАСИЛЬЕВИЧ, СИМОНОВ ВЛАДИМИР ПАВЛОВИЧ, ШКУРАТОВ ЕВГЕНИЙ НИКОЛАЕВИЧ)
- Способ разработки ископаемых слоями (№ 601417, заявленный 19.05.1972 Соавторы — ДЖАКУПБАЕВ АЛАЙ НУСПЕКОВИЧ, ДЖАНСУГУРОВ САЯТ ИЛЬЯСОВИЧ, ГРУЗДЕВ ГЕННАДИЙ КОНСТАНТИНОВИЧ, ЕДИЛЬБАЕВ ИБРАГИМ БАЙМУРАТОВИЧ, ДАУРЕНБЕКОВ АХАТ КАИРБЕКОВИЧ, ШКУРАТОВ ЕВГЕНИЙ НИКОЛАЕВИЧ, ЛУСТИН АЛЕКСАНДР ПЕТРОВИЧ)
- Гидромонитор (№ 636396, заявленный 30.08.1972 Соавторы — ПОТОЦКИЙ ВАСИЛИЙ БОРИСОВИЧ, ДЖАКУПБАЕВ АЛАЙ НУСПЕКОВИЧ)
- Генератор (№ 552679, заявленный 02.10.1973 Соавторы — ПАВЛИЧЕНКО ВЛАДИМИР СТЕПАНОВИЧ, ДЖАКУПБАЕВ АЛАЙ НУСПЕКОВИЧ, ОДНОРОГ ВЯЧЕСЛАВ ВАСИЛЬЕВИЧ, ШИБАРИНА КЛАВДИЯ ВАСИЛЬЕВНА)
- Запальное устройство (№ 565153, заявленный 25.06.1974 Соавторы — ПАВЛИЧЕНКО ВЛАДИМИР СТЕПАНОВИЧ, ДЖАКУПБАЕВ АЛАЙ НУСПЕКОВИЧ, ШИБАРИНА КЛАВДИЯ ВАСИЛЬЕВНА, ШАЙМУХАНОВ ШАКИРТ ШАЙМУХАНОВИЧ)
- Электрический ударный инструмент (№ 526501, заявленный 17.03.1975 Соавторы — ЦИТОХЦЕВ ВИКТОР АЛЕКСАНДРОВИЧ, ДЖАКУПБАЕВ АЛАЙ НУСПЕКОВИЧ, ШИБАРИНА КЛАВДИЯ ВАСИЛЬЕВНА, ПАВЛИЧЕНКО ВЛАДИМИР СТЕПАНОВИЧ)
- Устройство для управления электромагнитной машиной возвратно-поступательного движения (№ 743154, заявленный 14.04.1975 Соавторы — ЛЯШКОВ ВЛАДИМИР ИВАНОВИЧ, ДЖАКУПБАЕВ АЛАЙ НУСПЕКОВИЧ, КОРАБЛЕВ ГЕННАДИЙ АЛЕКСАНДРОВИЧ, ИВАНОВ ВИКТОР ИВАНОВИЧ)
- Способ гидроотжиму призабойной части угольного массива в подготовительных выработках (№ 588390, заявленный 02.07.1975 Соавторы — ДЖАКУПБАЕВ АЛАЙ НУСПЕКОВИЧ, ФОМИНЫХ ЕВГЕНИЙ ИВАНОВИЧ, МАЛЯНОВ НИКОЛАЙ АНДРЕЕВИЧ, МАСЛОВ МИХАИЛ ФЕДОРОВИЧ)